# Nikolaj Leonidovič Slonimskij
Nikolaj Leonidovič Slonimskij, in russo Николай Леонидович Слонимский?, noto anche come Nikolas Slonimsky (San Pietroburgo, 27 aprile 1894 – Los Angeles, 25 dicembre 1995), è stato un compositore, musicista e critico musicale russo naturalizzato statunitense.

## Biografia
Nicolas Slonimskij nacque in una famiglia di origine ebraica, convertita al Cristianesimo ortodosso.
Ricevette le sue prime lezioni di pianoforte da sua zia materna, Isabelle Vengerova.
Dopo la rivoluzione del 1917 si trasferì dapprima a Kiev, dove visse con la famiglia Skrjabin all'epoca composta dalla vedova Tatiana Schlöezer e dal figlio prodigio Julian, e successivamente nel 1923 emigrò negli Stati Uniti d'America dove grazie all'aiuto di Vladimir Rosing entrò all'Eastman School of Music Rochester di New York per perfezionare le sue conoscenze musicali.
In America Slonimskij svolse l'attività di compositore, conferenziere e direttore d'orchestra.
Nei primi anni di soggiorno americano Slonimskij accompagnò Rosing nei suoi recital, tra i quali un concerto alla Carnegie Hall nel mese di ottobre del 1924.
Due anni più tardi si trasferì a Boston per diventare assistente di Serge Koussevitzky, allora direttore della Boston Symphony Orchestra, per insegnare teoria musicale al Conservatorio locale e scrivere articoli di musicologia per The Boston Evening Transcript, The Christian Science Monitor e The Etude magazine.
Nel 1927 costituì la Boston Chamber Orchestra e tra i suoi fiori all'occhiello vi fu la direzione delle prime apparizioni di Edgard Varèse; Slonimskij diventò così un "paladino" della musica d'avanguardia all'inizio del XX secolo.
Nel 1933 fu invitato a prendere la direzione della Los Angeles Symphony Orchestra i cui concerti erano eseguiti alla Hollywood Bowl.
Dopo questa attività a Los Angeles si dedicò alla musicologia, e le sue pubblicazioni influenzarono molti musicisti jazz e compositori come Frank Zappa, John Coltrane, John Adams, il chitarrista Buckethead, Jaco Pastorius e Allan Holdsworth.
Particolarmente importante fu nel 1947 la pubblicazione del manuale Thesaurus of Scales and Melodic Patterns.
Fu invitato nel 1981 dal chitarrista rock Frank Zappa a partecipare ad uno dei suoi concerti a Santa Monica con una delle sue composizioni. Questo fu l'inizio della loro amicizia. Slonimsky chiamò il suo nuovo gatto "Grody-to-the-Max", ispirato da una frase inventata dalla figlia del musicista, Moon Zappa.
Tra le sue principali composizioni, annoveriamo: il balletto Prince Goes a-Hunting, le musiche orchestrali My Toy Balloon e Tintinnabulations, musica pianistica e suite fiati.
Ha collaborato alle più importanti riviste musicali ed ha pubblicato: Music since 1900 (1949), Music of Latin America (1945), A Thing of two about Music (1948).
Ha inoltre curato la V edizione del Biographical Dictionary of Musicians.

## Composizioni

### Pianoforte solo
- Minitudes;
- Variations on a Kindergarten Tune;
- Yellowstone Park Suite;
- Russian Nocturne;
- Two Etudes;
- Silhouettes Iberiennes;
- Russian Prelude;
- Modinha;
- Variations on a Brazilian Tune (My Toy Balloon) ;
- Studies in Black and White;

### Musica da camera
- Muss Perpetuo;
- Suite (Сюита);
- Piccolo Divertimento;

### Musica leggera
- Five Advertising Songs;
- Gravestones at Hancock, New Hampshire (1945);
- A Very Great Musician;
- I Owe a Debt to A Monkey (A Humorous Encore Song);

## Pubblicazioni

### Libri
- Music Since 1900 (1937);
  - Supplement to Music since 1900 (1986);
- Music of Latin America (1945);
- Thesaurus of Scales and Melodic Patterns (1947);
- The Road to Music New York (1947);
- A Thing or Two about Music (1948);
- Lexicon of Musical Invective (1953);
- Baker's Biographical Dictionary of Musicians (1958);
- The Concise Baker's Biographical Dictionary of Musicians (1987);
- Perfect Pitch (1988);
- Lectionary of Music (1989);

### Raccolte pubblicate
- Nicolas Slonimsky: The First Hundred Years (1994);
- The Great Composers and Their Works (ristampato come The Listener's Companion) (2000);
- Nicolas Slonimsky: Writings on Music (2004);
- Dear Dorothy - Letters from Nicolas Slonimsky to Dorothy Adlow (2012);